# Айнтопф
Но где бы айнтопф ни готовился, в нём всегда будет мясная составляющая, не менее четырёх ингредиентов, и он будет густым настолько, чтобы его можно было есть вилкой.
А́йнтопф (нем. Eintopf — букв. «один горшок», обед из одного блюда, густой суп) — блюдо немецкой кухни, заменяющее собой первое и второе блюда. Представляет собой заправочный суп, в котором варятся в одной ёмкости практически все продукты, которые есть под рукой. Айнтопф представляет собой густой суп, который варится на воде или бульоне. Ингредиентами могут быть: овощи — картофель, морковь, брюква, а также различные виды капусты (белокочанная, цветная, брюссельская, брокколи) и др.; бобовые — горох, чечевица, фасоль, стручки зелёной фасоли и др.; крупы, хлеб, макаронные изделия (шпецле в «гайсбургском марше»), мясо, копчёности (например, касселер, сосиски) или другие мясные продукты (почки, гусиные окорочка и так далее). Айнтопф готовят даже с рыбой или сардельками. Отлично вписываются в суп грибы и зелень, а также макаронные изделия и сухарики.
Считается, что этот наваристый суп имеет крестьянское происхождение. Айнтопф был создан с целью вкусно и сытно накормить всю семью одним блюдом. Немецкий журналист Вольфганг Херлес видит в айнтопфе реально существующий социализм: никто не умрёт от голода, но индивидуальные предпочтения не учитываются. В крестьянских домах на севере Германии брюквенный айнтопф представлял собой ежедневное обеденное блюдо наряду с жареным картофелем.
Традиционно айнтопф готовят не только в Германии, но и в Бельгии, Испании и Франции, Венгрии. В бельгийский айнтопф часто добавляют светлое пиво.
В гитлеровской Германии в пропагандистских целях был утверждён официальный рецепт айнтопфа, ставшего, по словам автора труда о языке Третьего рейха Виктора Клемперера, одним блюдом для всех, народной общностью в сфере самого повседневного и необходимого: «Айнтопф — все мы едим только то, что скромно сварено в одном горшке, все мы едим из одного и того же горшка…». С 1 октября 1933 года в Германии была объявлена ежемесячная пропагандистская акция «Воскресный айнтопф»: немецкий народ в одно из воскресений месяца должен был проявлять солидарность и готовить на обед только айнтопф. Местные партийные работники НСДАП обходили дома и собирали взносы в пользу «Зимней помощи» в размере 50 пфеннигов, которые, как посчитали в руководстве, составляют разницу в расходах между обычным воскресным обедом и айнтопфом. В фильме М. И. Ромма «Обыкновенный фашизм» айнтопф упомянут под названием «общий суп» как один из обычаев, которыми нацисты сплачивали нацию.
Айнтопф не потерял своего общенационального значения и в современной Германии. Федеральный канцлер Германии Ангела Меркель в июне 2004 года в своей речи перед работницами сельского хозяйства в Гессене подчеркнула значение в эпоху разворачивающейся глобализации и компьютеризации таких старых добрых вещей, как приготовить картошку или айнтопф. Во время предвыборной кампании 2009 года Ангела Меркель на канале RTL сообщила, что умеет готовить картофельный суп и любит настоящий айнтопф.